# Ligne Noto
La ligne Noto (能登線, Noto-sen) était une ligne de chemin de fer japonaise du chemin de fer de Noto dans la préfecture d'Ishikawa, entre la gare d'Anamizu à Anamizu, dans le district de Hōsu et la gare de Takojima à Suzu. Cette ligne de chemin de fer a fermé le 1er avril 2005.

## Détails de la ligne
- longueur : 61 km
- écartement des rails : 1 067 mm
- nombre de gares : 30
- nombre de voies : voie unique
- section électrifiée : aucune (non électrifiée)

## Histoire
La première section de 22,9 km de la ligne Noto des chemins de fer nationaux japonais (JNR) entre la gare d'Anamizu et la gare d'Ukawa ouvre le 15 juin 1959. La ligne est prolongée de 9,9 km jusqu'à la gare d'Ushitsu le 17 avril 1960, de 13,8 km jusqu'à la gare de Matsunami le 1er octobre 1963 et de 14,5 km jusqu'à la gare de Takojima le 21 septembre 1964, complétant ainsi la ligne de 61,1 km au total et comportant 49 tunnels sur le parcours .
À la suite de la privatisation de JNR le 1er avril 1987, la ligne est exploitée par la West Japan Railway Company jusqu'à ce que la compagnie transfère l'exploitation de la ligne à Noto Railway le 25 mars 1988. 
La ligne a été fermée le 1er avril 2005.

## Liste des gares
| Nom             | Nom japonais | Distance (km)     | Distance (km)       | Distance (km) | Correspondance             | Localisation              | Localisation          |
| Nom             | Nom japonais | entre chaque gare | époque Noto Railway | époque JR     | Correspondance             | Localisation              | Localisation          |
| --------------- | ------------ | ----------------- | ------------------- | ------------- | -------------------------- | ------------------------- | --------------------- |
| Anamizu         | 穴水         | -                 | 0,0                 | 0,0           | Noto Railway : ligne Nanao | Anamizu, District de Hōsu | Préfecture d'Ishikawa |
| Nakai           | 中居         | 5,3               | 5,3                 | 5,3           |                            | Anamizu, District de Hōsu | Préfecture d'Ishikawa |
| Bira            | 比良         | 2,3               | 7,6                 | 7,5           |                            | Anamizu, District de Hōsu | Préfecture d'Ishikawa |
| Kanami          | 鹿波         | 2,9               | 10,5                | 10,5          |                            | Anamizu, District de Hōsu | Préfecture d'Ishikawa |
| Kabuto          | 甲           | 3,8               | 14,3                | 14,3          |                            | Anamizu, District de Hōsu | Préfecture d'Ishikawa |
| Okinami         | 沖波         | 2,7               | 17,0                | 17,0          |                            | Anamizu, District de Hōsu | Préfecture d'Ishikawa |
| Maenami         | 前波         | 1,1               | 18,1                | 18,1          |                            | Anamizu, District de Hōsu | Préfecture d'Ishikawa |
| Furukimi        | 古君         | 1,8               | 19,9                | 19,9          |                            | Anamizu, District de Hōsu | Préfecture d'Ishikawa |
| Ukawa           | 鵜川         | 3,0               | 22,9                | 22,9          |                            | Noto, District de Hōsu    | Préfecture d'Ishikawa |
| Shichimi        | 七見         | 1,2               | 24,1                | ---           |                            | Noto, District de Hōsu    | Préfecture d'Ishikawa |
| Yanami          | 矢波         | 1,5               | 25,6                | 25,6          |                            | Noto, District de Hōsu    | Préfecture d'Ishikawa |
| Hanami          | 波並         | 2,2               | 27,8                | 27,8          |                            | Noto, District de Hōsu    | Préfecture d'Ishikawa |
| Fujinami        | 藤波         | 2,2               | 30,0                | 30,0          |                            | Noto, District de Hōsu    | Préfecture d'Ishikawa |
| Ushitsu         | 宇出津       | 2,7               | 32,7                | 32,8          |                            | Noto, District de Hōsu    | Préfecture d'Ishikawa |
| Hane            | 羽根         | 2,6               | 35,3                | 35,4          |                            | Noto, District de Hōsu    | Préfecture d'Ishikawa |
| Oura            | 小浦         | 1,7               | 37,0                | 37,1          |                            | Noto, District de Hōsu    | Préfecture d'Ishikawa |
| Jōmon-Mawaki    | 縄文真脇     | 1,4               | 38,4                | 38,5          |                            | Noto, District de Hōsu    | Préfecture d'Ishikawa |
| Tsukumowan-Ogi  | 九十九湾小木 | 2,0               | 40,4                | 40,5          |                            | Noto, District de Hōsu    | Préfecture d'Ishikawa |
| Shiromaru       | 白丸         | 2,1               | 42,5                | 42,6          |                            | Noto, District de Hōsu    | Préfecture d'Ishikawa |
| Kuri-Kawashiri  | 九里川尻     | 1,9               | 44,4                | 44,5          |                            | Noto, District de Hōsu    | Préfecture d'Ishikawa |
| Matsunami       | 松波         | 2,0               | 46,4                | 46,6          |                            | Noto, District de Hōsu    | Préfecture d'Ishikawa |
| Koiji           | 恋路         | 1,8               | 48,2                | 48,3          |                            | Noto, District de Hōsu    | Préfecture d'Ishikawa |
| Ushima          | 鵜島         | 0,8               | 49,0                | 49,1          |                            | Suzu                      | Préfecture d'Ishikawa |
| Minami-Kuromaru | 南黒丸       | 1,1               | 50,1                | 50,2          |                            | Suzu                      | Préfecture d'Ishikawa |
| Ukai            | 鵜飼         | 1,6               | 51,7                | 51,8          |                            | Suzu                      | Préfecture d'Ishikawa |
| Uedo (ja)       | 上戸         | 2,7               | 54,4                | 54,5          |                            | Suzu                      | Préfecture d'Ishikawa |
| Iida            | 飯田         | 1,7               | 56,1                | 56,2          |                            | Suzu                      | Préfecture d'Ishikawa |
| Suzu            | 珠洲         | 1,3               | 57,4                | 57,4          |                            | Suzu                      | Préfecture d'Ishikawa |
| Shōin           | 正院         | 1,6               | 59,0                | 59,1          |                            | Suzu                      | Préfecture d'Ishikawa |
| Takojima        | 蛸島         | 2,0               | 61,0                | 61,1          |                            | Suzu                      | Préfecture d'Ishikawa |